# Château de Murat
Ne doit pas être confondu avec Château de Murat-la-Rabbe.
Le château de Murat est un édifice en ruines situé à Murat, en France.

## Localisation
Le château est situé sur le territoire de la commune de Murat, dans le département de l'Allier, en région Auvergne-Rhône-Alpes. Il domine le bourg du côté sud-ouest, il est construit sur un éperon rocheux contourné au sud par une boucle du ruisseau de Murat, affluent de rive gauche de l'Aumance.

## Description
Le château est bâti sur un promontoire, avec des défenses de sept tours dont six rondes. Deux cours intérieures : la basse-cour et celle du donjon.
L'enceinte suit le contour du promontoire et a la forme d'un trapèze très irrégulier. Un donjon puissant se dressait à l'extrémité nord-est ; une salle voûtée subsiste à sa base. Les restes de l'enceinte et de plusieurs tours sont encore visibles au milieu des broussailles.

## Historique

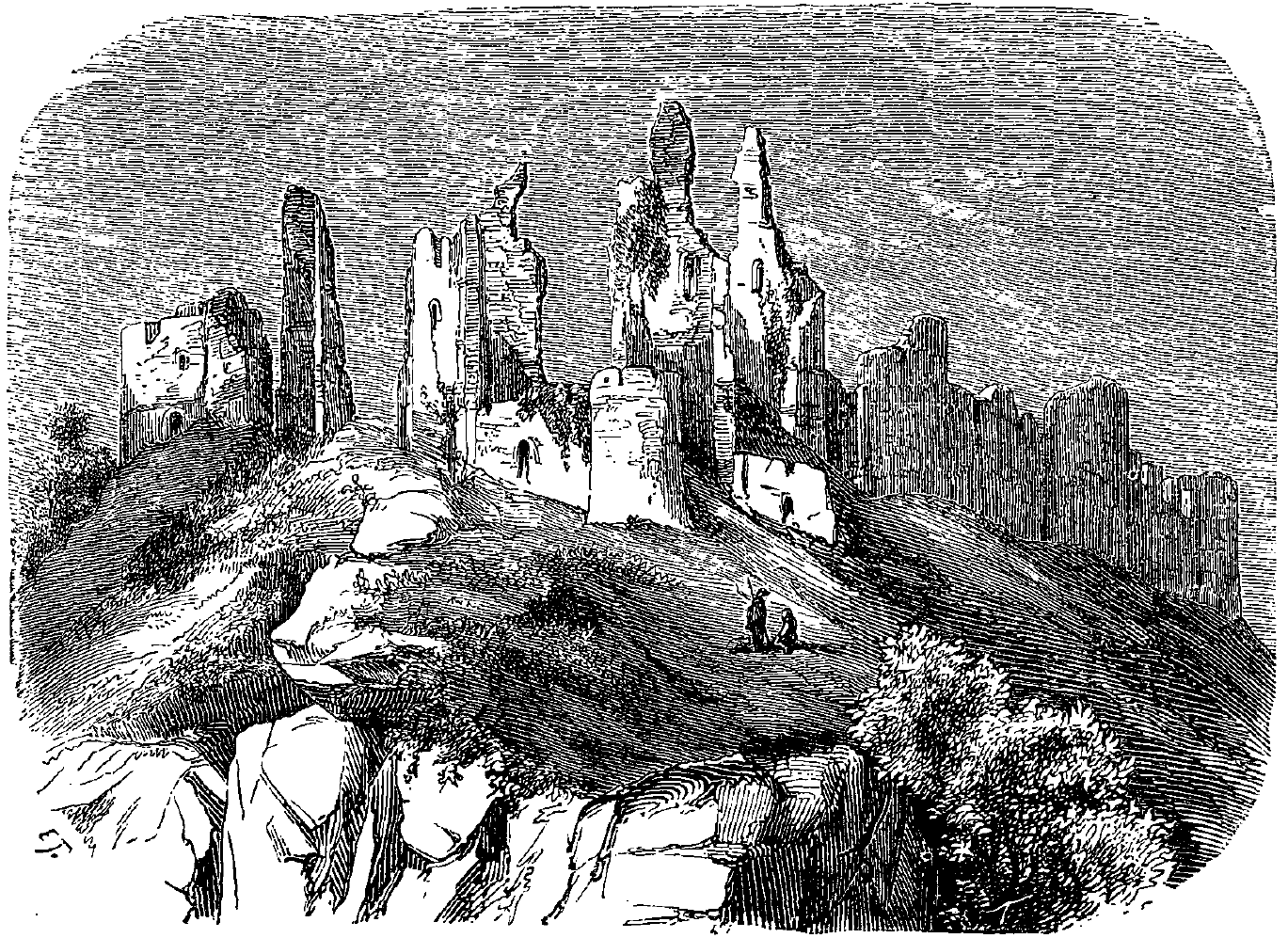
Les ruines du château au XIX. Gravure d'Hubert Clerget.

Le château de Murat a été l'une des plus puissantes forteresses ducales du Bourbonnais. Il est attesté dès le XIe siècle par un acte d'Archambaud III de Bourbon. Ses défenses sont développées au XIIIe siècle, puis à nouveau par le duc Louis II. Béatrice de Bourgogne, dame de Bourbon et épouse de Robert de Clermont, y meurt le 1er octobre 1310. Isabelle de Valois, épouse du duc Pierre Ier a résidé dans le château. Mais la forteresse ne fut pas modernisée et rendue confortable et ne servit plus de résidence ducale.
Après la saisie du duché de Bourbon sur le connétable de Bourbon, la forteresse fut démantelée et la seigneurie fut donnée au chancelier Duprat. Dès cette époque, le château tomba en ruines, comme le signale Nicolas de Nicolay. Le financier italien Sébastien Zamet en devint seigneur engagiste et, après lui, son fils Jean Zamet puis son petit-fils Jean II Zamet.
Murat était le siège d'une des châtellenies ducales, puis royales, du Bourbonnais. Le siège fut transféré au XVIIIe siècle à Montmarault.
L'édifice est inscrit au titre des monuments historiques en 1930.